# Fünfviertel-Sihr
Der Fünfviertel-Sihr war ein Gewicht für Baumwolle und unterschied sich vom Gold-Sihr oder Seer. Das Maß entsprach 1 ¼ Sihr, was zur Namensgebung führte. Das Maß fand Anwendung in Masulipatam, einer Stadt in der britischen Präsidentschaft Madras an der Küste Koromandels in Vorderindien.
- 1 Fünfviertel-Sihr = 96 Madras-Pagoden = 12 Unzen (engl. avdp.) = 340,193 Gramm
- 1 Fünfviertel-Sihr = Jäbbolömm = ½ Pöddalömm/Puddalum
- 640 Fünfviertel-Sihr = 1 Candy = 20 Maunds/Mahnds